# Dysderocrates storkani
Dysderocrates storkani là một loài nhện trong họ Dysderidae.
Loài này thuộc chi Dysderocrates. Dysderocrates storkani được miêu tả năm 1935 bởi Kratochvíl.